# र
Cette page contient des caractères spéciaux ou non latins. S’ils s’affichent mal (▯, ?, etc.), consultez la page d’aide Unicode.
र, appelé ra et transcrit r, est une consonne de l’alphasyllabaire devanagari.

## Représentations informatiques
| formes   | représentations | chaînes de caractères | points de code | descriptions                                    |
| -------- | --------------- | --------------------- | -------------- | ----------------------------------------------- |
| pleine   | र               | र                     | U+0930         | lettre devanagari ra                            |
| morte    | र्               | र◌्                    | U+0930 U+094D  | lettre devanagari ra, symbole devanagari virama |
| suscrite | ꣯                | ꣯                      | U+A8EF         | diacritique devanagari lettre ra                |